# عزلة آل عبدل (صعدة)

تعديل مصدري - تعديل

عزلة ال عبدل هي إحدى عزل مديرية قطابر في محافظة صعدة اليمنية ويبلغ تعداد سكانها 2720 نسمة حسب التعداد السكاني في اليمن لعام 2004.

## روابط خارجية
- الجهاز المركزي للإحصاء بالجمهورية اليمنية
- المركز الوطني للمعلومات باليمن
- World Gazetteer:Yemen
- الدليل الشامل